# Едріан Баттерс
Едріан Баттерс (англ. Adrian Butters; нар. 15 липня 1988, Канада) — гаянський та канадський футболіст, захисник.

## Клубна кар'єра
У сезонах 2009 та 2010 років виступав за «Торонто Лінкс» USL Premier Development League. У сезоні 2011 року захищав кольори сингапурського колективу «Вудлендс Веллінгтон». Після цього грав за нижчоліговий шведський клуб «Ювентус ІФ», а в квітні 2012 року уклав договір з напівпрофесійним австралійським колективом «Валентайн Фенікс».
У 2015 році підписав контракт з «Оквілл Блу Девілс» в їхньому першому сезоні в Лізі 1 Онтаріо, де допоміг команді виграти чемпіоншип Ліги 1 2015, а згодом також виграв серію Міжпровінційного кубка 2015 у переможця Ліги 1 Квебеку «Мон-Рояль Утермон».
У 2016 році підписав контракт із «Йорк Ріджн Шутерс» з Канадської футбольної ліги, але згодом перебрався до «Воган Аззуррі» з Ліги 1 Онтаріо. Відзначився голом у поєдинку Чемпіоншипу 2016 року проти «Лондона», коли Воган виграв чемпіонат Ліги 1 Онтаріо. У сезоні 2017 року повернувся до «Йорк Ріджн Шутерс».

## Студентська кар'єра
У 2019 році виступав за «Онтаріо Тех Риджбекс», зіграв у двох матчах.

## Кар'єра в збірній
На міжнародному рівні виступав за національну збірну Гаяни, у футболці якої дебютував 2011 року.

## Статистика виступів у збірній

### По роках
Станом на 24 липня 2018
| Гаяна   | Гаяна | Гаяна |
| Рік     | Матчі | Голи  |
| ------- | ----- | ----- |
| 2011    | 1     | 0     |
| 2012    | 0     | 0     |
| 2013    | 0     | 0     |
| 2014    | 0     | 0     |
| 2015    | 1     | 0     |
| 2016    | 1     | 2     |
| Загалом | 3     | 2     |

### Голи за збірну
Рахунок та результат збірної Гаяни в таблиці подано на першому місці.
| №  | Дата           | Місце                   | Суперник | Рахунок | Результат | Змагання                            |
| -- | -------------- | ----------------------- | -------- | ------- | --------- | ----------------------------------- |
| 1. | 11 жовтня 2016 | Леонора, Леонора, Гаяна | Ямайка   | 1–0     | 2–4       | кваліфікація Карибського кубку 2017 |
| 2. | 11 жовтня 2016 | Леонора, Леонора, Гаяна | Ямайка   | 2–0     | 2–4       | кваліфікація Карибського кубку 2017 |